# Jacek Czachor
Pas d'image ? Cliquez ici
Jacek Grzegorz Czachor, né le 22 juin 1967 à Varsovie (Pologne), est un pilote polonais de rallye-raid, de motocross

## Palmarès

### Résultats au Rallye Dakar
- Moto
- 2000 : 46e (Yamaha WR 400F)
- 2001 : 24e (Honda XR 650)
- 2002 : 20e (KTM 660 Rallye Replica)
- 2003 : 13e (KTM LC4 660 Rallye)
- 2004 : 10e (KTM LC4 660 Rallye)
- 2005 : 12e (KTM LC4 660 Rallye)
- 2006 : 14e (KTM LC4 660 Rallye)
- 2007 : 10e (KTM LC4 660 Rallye)
- 2009 : 20e (KTM 690 Rallye)
- 2010 : 16e (KTM 660 Rallye)
- 2011 : 10e (KTM 450)
- 2012 : 13e (KTM 450)
- 2013 : 22e (KTM 450)

- Auto
- 2014 : 7e en catégorie Auto (pilote: Marek Dąbrowski)